# 秋田県道158号二田停車場線
秋田県道158号二田停車場線（あきたけんどう158ごう ふただていしゃじょうせん）は、秋田県潟上市を通る一般県道である。

## 概要
潟上市天王字上江川のJR東日本 男鹿線 二田駅から秋田県道104号男鹿昭和飯田川線に至る路線である。潟上市の旧天王町中心部を通る短距離路線である。

### 路線データ
- 総延長 : 0.376 km[3]
- 実延長 : 0.376 km[3]
- 起点 : 秋田県潟上市天王字上江川47番73[1]（二田駅）[4]北緯39度52分54.8秒 東経139度59分14.84秒
- 終点 : 秋田県潟上市天王字二田21番（秋田県道104号男鹿昭和飯田川線・交点）[4]北緯39度53分3.74秒 東経139度59分25.56秒
- 未供用区間 : なし[3]

## 歴史
- 1959年（昭和34年）2月17日 - 秋田県道に認定される[4]。

## 路線状況

### 冬期閉鎖区間
- なし[5]

### 交通不能区間
- なし[6]

## 地理

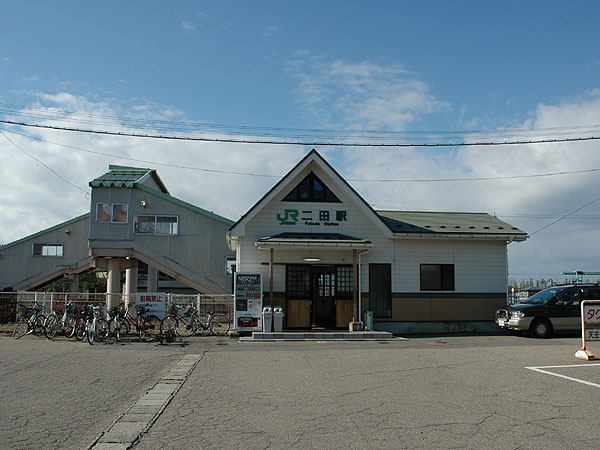
二田駅

### 交差する道路
| 施設名     | 接続路線名                    | 備考 | 所在地             |
| ---------- | ----------------------------- | ---- | ------------------ |
| 〈二田駅〉 |                               | 起点 | 潟上市天王字上江川 |
|            | 秋田県道104号男鹿昭和飯田川線 | 終点 | 潟上市天王字二田   |

### 沿線の施設
- JR東日本 男鹿線 二田駅
- 秋田みなみ農業協同組合天王支所
- 秋田信用金庫天王支店
- 天王郵便局
- 潟上市役所
- 秋田銀行 天王支店